# 紀元前670年
紀元前670年（きげんぜん670ねん）は、西暦（ローマ暦）による年。紀元前1世紀の共和政ローマ末期以降の古代ローマにおいては、ローマ建国紀元84年として知られていた。紀年法として西暦（キリスト紀元）がヨーロッパで広く普及した中世時代初期以降、この年は紀元前670年と表記されるのが一般的となった。

## 他の紀年法
- 干支 : 辛亥
- 中国
  - 周 - 恵王7年
  - 魯 - 荘公24年
  - 斉 - 桓公16年
  - 晋 - 献公7年
  - 秦 - 宣公6年
  - 楚 - 成王2年
  - 宋 - 桓公12年
  - 衛 - 恵公30年
  - 陳 - 宣公23年
  - 蔡 - 穆侯5年
  - 曹 - 釐公元年
  - 鄭 - 文公3年
  - 燕 - 荘公21年
- 朝鮮
  - 檀紀1664年
- ユダヤ暦 : 3091年 - 3092年

## できごと

### 中国
- 魯の荘公が斉に赴き、哀姜を夫人に迎えた。
- 戎が曹に侵攻した。
- 曹の曹羈が陳に亡命した。
- 公子夷（後の釐公）が曹に帰った。
- 晋の士蔿が公子たちと謀って、游氏の二子を殺させた。